# شينجي أوكرا
شينجي أوكرا (باليابانية: 小椋 伸二) (19 يناير 1962 في أويتا في اليابان – )؛ هو لاعب كرة قدم سابق كان يلعب كمهاجم.